# Topdokters
Topdokters is een Vlaams televisieprogramma op VIER waarin in acht tot negen afleveringen per seizoen telkens acht tot tien artsen gevolgd worden. Het programma van Hazel Pleysier, Annick Bongers en Charlotte Lerouge (programmamakers gekend van De Rechtbank en De Bende Haemers) is een productie van Woestijnvis. Sinds 2019 wordt dit programma ook in Nederland uitgezonden. Daar is het programma sinds 27 februari 2019 te zien op RTL 4. Vanaf 10 juli is ook de originele Belgische versie in Nederland te zien op RTL 4. In Nederland werd het programma in 2019 op woensdag uitgezonden en in 2020 wordt het op dinsdag uitgezonden.

## Concept
Deze serie volgt het dagelijkse leven van enkele arts-specialisten. Naast de gesprekken met de artsen zelf en hun medische beslissingen, komen de naasten van de patiënten ook aan het woord. Ook wordt vermeld waarom behandelingen worden toegepast of niet. Elke aflevering is er een lichte focus op een bepaalde arts, die dan typisch aan het begin van de aflevering even thuis gevolgd wordt voor hij of zij naar het ziekenhuis vertrekt. Het eerste seizoen werd op woensdagavond uitgezonden, seizoen 2 tot en met 5 op dinsdagavond. Vanaf het zesde seizoen wordt het programma op maandagavond uitgezonden.

## Artsen

### Seizoen 1
| Naam                      | Specialisme       | Werkplaats     |
| ------------------------- | ----------------- | -------------- |
| Dr. Guido Dua             | neurochirurg      | ZNA Middelheim |
| Dr. Mania De Praeter      | neurochirurg      | ZNA Middelheim |
| Dr. Hugo Vanermen         | cardiochirurg     | UZ St-Luc      |
| Prof. Pedro Brugada       | cardioloog        | UZ Brussel     |
| Prof. Danny De Looze      | gastro-enteroloog | UZ Gent        |
| Dr. Filiep Bataillie      | orthopedist       | AZ Herentals   |
| Dr. Mike Tengrootenhuysen | orthopedist       | AZ Herentals   |
| Prof. Stefaan Van Gool    | pediater          | UZ Leuven      |
| Dr. Nathalie Degrieck     | borstchirurg      | AZ Monica      |
| Prof. Jan Deprest         | foetaal chirurg   | UZ Leuven      |

### Seizoen 2
| Naam                  | Specialisme                      | Werkplaats        |
| --------------------- | -------------------------------- | ----------------- |
| Dr. Alex Mottrie      | uroloog                          | OLVZ              |
| Prof. Steven Laureys  | neuroloog                        | CHU Luik          |
| Prof. Erwin Offeciers | otorinolaryngoloog               | GZA St-Augustinus |
| Prof. Piet Hoebeke    | kinderuroloog                    | UZ Gent           |
| Dr. Linde Goossens    | neonatoloog                      | UZ Gent           |
| Prof. Baki Topal      | hepatopancreaticobiliair chirurg | UZ Leuven         |
| Prof. Ilse Degreef    | orthopedist                      | UZ Leuven         |
| Prof. Pierre Delaere  | hoofd-halschirurg                | UZ Leuven         |

### Seizoen 3
| Naam                     | Specialisme           | Werkplaats         |
| ------------------------ | --------------------- | ------------------ |
| Prof. Herman Tournaye    | fertiliteitsarts      | UZ Brussel         |
| Prof. Inez Rodrigus      | cardiochirurgie       | UZA                |
| Prof. Diethard Monbaliu  | transplantchirurg     | UZ Leuven          |
| Dr. Matthias Lannoo      | bariatrisch chirurg   | UZ Leuven/AZ Diest |
| Prof. Tessa Kerre        | hematoloog            | UZ Gent            |
| Dr. Ruth Van der Looven  | kinderrevalidatiearts | UZ Gent            |
| Dr. Chris van der Linden | neuroloog             | AZ St-Lucas        |
| Prof. Dirk Van Raemdonck | thoraxchirurg         | UZ Leuven          |

### Seizoen 4
| Naam                       | Specialisme        | Werkplaats          |
| -------------------------- | ------------------ | ------------------- |
| Prof. Dimitri Aerden       | vaatchirurg        | UZ Brussel          |
| Dr. Erwin Van Der Veken    | kinderchirurg      | UKZKF/CH J          |
| Dr. Nathalie Roche         | plastisch chirurg  | UZ Gent             |
| Dr. Thomas Rose            | brandwondenchirurg | MHKA                |
| Prof. Koen Van Landuyt     | plastisch chirurg  | UZ Gent/AZ St-Lucas |
| Prof. Mathieu Vandenbulcke | ouderenpsychiater  | UZ Leuven           |
| Prof. Sylvie Rottey        | medisch oncoloog   | UZ Gent             |
| Prof. Peter Stalmans       | oogchirurg         | UZ Leuven           |
| Prof. Wim Distelmans       | palliatief arts    | UZ Brussel          |

### Seizoen 5
| Naam                           | Specialisme               | Werkplaats     |
| ------------------------------ | ------------------------- | -------------- |
| Prof. Bart Morlion             | pijnspecialist            | UZ Leuven      |
| Prof. Stefaan Nijs             | traumatoloog              | UZ Leuven      |
| Prof. Eric Van Cutsem          | digestief oncoloog        | UZ Leuven      |
| Prof. Liesbeth Lewi            | gynaecoloog-verloskundige | UZ Leuven      |
| Prof. Guy T'Sjoen              | androloog-endocrinoloog   | UZ Gent        |
| Prof. Veerle Visser-Vandewalle | neurochirurg              | Uniklinik Köln |
| Prof. Elisabeth De Waele       | intensivist               | UZ Brussel     |
| Dr. Robert Hes                 | neurochirurg              | AZ Klina       |

### Seizoen 6
| Naam                     | Specialisme              | Werkplaats          |
| ------------------------ | ------------------------ | ------------------- |
| Prof. Eva Van Braeckel   | pneumoloog               | UZ Gent             |
| Prof. Marc Gewillig      | pediatrische cardioloog  | UZ Leuven           |
| Dr. Ann Vandenbroucke    | geriater                 | AZ Damiaan          |
| Prof. Frank Plasschaert  | pediatrische orthopedist | UZ Gent/AZ Sint-Jan |
| Prof. Johan Bellemans    | orthopedist              | ZOL                 |
| Prof. Karel Decaestecker | uroloog                  | UZ Gent             |
| Prof. Ann Smeets         | borstchirurg             | UZ Leuven           |
| Dr. Luc Stockx           | radioloog                | ZOL                 |
| Prof. Gwen Swennen       | MKA-arts                 | AZ Sint-Jan         |

### Seizoen 7
| Naam                      | Specialisme         | Werkplaats                         |
| ------------------------- | ------------------- | ---------------------------------- |
| Prof. Nasser Nadjmi       | MKA-arts            | AZ Monica/UZA/AZ Klina             |
| Dr. Marijke De Raes       | militair spoedarts  | GZA Sint-Vincentius                |
| Dr. Reginald Moreels      | algemeen chirurg    | Kivu, Oost-Congo                   |
| Prof. Guy-Bernard Cadière | bariatrisch chirurg | UMC Sint-Pieter                    |
| Dr. Inge Van Herreweghe   | neonatoloog         | UMC Sint-Pieter                    |
| Prof. Willem Ombelet      | fertiliteitsarts    | ZOL                                |
| Prof. Maurice Mommaerts   | MKA-arts            | UZ Brussel                         |
| Dr. Bart Vanderheyden     | militair chirurg    | Militair Hospitaal Koningin Astrid |

### Topdokters: Corona
| Naam                           | Specialisme             | Werkplaats      |
| ------------------------------ | ----------------------- | --------------- |
| Dr. Ann Vandenbroucke          | geriater                | AZ Damiaan      |
| Prof. Sandra Verelst           | spoedarts               | UZ Leuven       |
| Dr. Philippe Meersseman        | intensivist             | UZ Leuven       |
| Prof. Gerlant Van Berlaer      | kinderspoedarts         | UZ Brussel      |
| Dr. Tania Desmet               | spoedarts               | UZ Gent         |
| Dr. Niels Van Regenmortel      | intensivist             | ZNA Stuivenberg |
| Prof. Eva Van Braeckel         | pneumoloog              | UZ Gent         |
| Prof. Stephanie De Maesschalck | huisarts                | ELG De Piramide |
| Prof. Guy T'Sjoen              | androloog-endocrinoloog | UZ Gent         |
| Prof. Joris Vandenberghe       | psychiater              | UZ Leuven       |

### Seizoen 8
| Naam                           | Specialisme               | Werkplaats                      |
| ------------------------------ | ------------------------- | ------------------------------- |
| Dr. Aude Vanlander             | lever- en pancreaschirurg | UZ Gent                         |
| Prof. Tomas Menovsky           | neurochirurg              | UZ Antwerpen                    |
| Prof. Stephanie De Maesschalck | huisarts                  | ELG De Piramide                 |
| Prof. Koenraad Van Renterghem  | uroloog                   | Jessa Ziekenhuis                |
| Prof. Filomeen Haerynck        | kinderimmunoloog          | UZ Gent                         |
| Dr. Sabine Maes                | anesthesist               | UZ Antwerpen                    |
| Dr. Erika Peeters              | neuroloog-revalidatiearts | Revalidatieziekenhuis Inkendaal |

### Seizoen 9
| Naam                 | Specialisme               | Werkplaats    |
| -------------------- | ------------------------- | ------------- |
| Dr. Tom Claes        | schouder- en sportchirurg | AZ Herentals  |
| Dr. Toon Claes       | knie- en sportchirurg     | AZ Herentals  |
| Prof. Steven Claes   | knie- en sportchirurg     | AZ Herentals  |
| Prof. An Boudewyns   | neus-, keel- en oorarts   | UZA           |
| Dr. Alaaddin Yilmaz  | cardiothoracaal chirurg   | Jessa ZH      |
| Dr. Jasperina Dubois | intensivist               | Jessa ZH      |
| Prof. Joep Knol      | abdominaal chirurg        | ZOL           |
| Dr. Lore Lapeire     | medisch oncoloog          | UZ Gent       |
| Prof. Elske Vrieze   | psychiater                | UPC KU Leuven |

## Afleveringen

### Seizoen 1 (2014)
| Nr. | Datum van uitzending |
| --- | -------------------- |
| 1   | 9 april 2014         |
| 2   | 16 april 2014        |
| 3   | 23 april 2014        |
| 4   | 30 april 2014        |
| 5   | 7 mei 2014           |
| 6   | 14 mei 2014          |
| 7   | 21 mei 2014          |
| 8   | 28 mei 2014          |
| 9   | 4 juni 2014          |

### Seizoen 2 (2015)
| Nr. | Datum van uitzending |
| --- | -------------------- |
| 1   | 7 april 2015         |
| 2   | 14 april 2015        |
| 3   | 21 april 2015        |
| 4   | 28 april 2015        |
| 5   | 5 mei 2015           |
| 6   | 12 mei 2015          |
| 7   | 19 mei 2015          |
| 8   | 26 mei 2015          |

### Seizoen 3 (2016)
| Nr. | Datum van uitzending | Kijkcijfers |
| --- | -------------------- | ----------- |
| 1   | 19 april 2016        | 507.487     |
| 2   | 26 april 2016        | 538.726     |
| 3   | 3 mei 2016           | 545.243     |
| 4   | 10 mei 2016          | 555.076     |
| 5   | 17 mei 2016          | 665.168     |
| 6   | 24 mei 2016          | 567.720     |
| 7   | 31 mei 2016          | 581.987     |
| 8   | 7 juni 2016          | 603.915     |

### Seizoen 4 (2017)
| Nr. | Datum van uitzending | Kijkcijfers |
| --- | -------------------- | ----------- |
| 1   | 18 april 2017        | 470.471     |
| 2   | 25 april 2017        | 426.879     |
| 3   | 2 mei 2017           | 441.953     |
| 4   | 9 mei 2017           | 543.602     |
| 5   | 16 mei 2017          | 439.893     |
| 6   | 23 mei 2017          | 527.585     |
| 7   | 30 mei 2017          | 471.772     |
| 8   | 6 juni 2017          | 572.741     |
| 9   | 13 juni 2017         | 444.186     |

### Seizoen 5 (2018)
| Nr. | Datum van uitzending | Kijkcijfers |
| --- | -------------------- | ----------- |
| 1   | 6 februari 2018      | 478.659     |
| 2   | 13 februari 2018     | 489.543     |
| 3   | 20 februari 2018     | 457.474     |
| 4   | 27 februari 2018     | 510.894     |
| 5   | 6 maart 2018         | 499.730     |
| 6   | 13 maart 2018        | 585.888     |
| 7   | 20 maart 2018        | 535.607     |
| 8   | 27 maart 2018        | 504.583     |
| 9   | 3 april 2018         | 545.372     |

### Seizoen 6 (2019)
| Nr. | Datum van uitzending | Kijkcijfers |
| --- | -------------------- | ----------- |
| 1   | 28 januari 2019      | 524.685     |
| 2   | 4 februari 2019      | 464.364     |
| 3   | 11 februari 2019     | 504.502     |
| 4   | 18 februari 2019     | 473.080     |
| 5   | 25 februari 2019     | 612.062     |
| 6   | 4 maart 2019         | 527.738     |
| 7   | 11 maart 2019        | 486.514     |
| 8   | 18 maart 2019        | 448.932     |
| 9   | 25 maart 2019        | 504.894     |
| 10  | 1 april 2019         | 438.287     |
| 11  | 8 april 2019         | 367.618     |

### Seizoen 7 (2020)
| Nr. | Datum van uitzending | Kijkcijfers |
| --- | -------------------- | ----------- |
| 1   | 27 januari 2020      | 683.677     |
| 2   | 3 februari 2020      | 485.908     |
| 3   | 10 februari 2020     | 599.233     |
| 4   | 17 februari 2020     | 463.729     |
| 5   | 24 februari 2020     | 465.792     |
| 6   | 2 maart 2020         | 417.774     |
| 7   | 9 maart 2020         | 500.877     |
| 8   | 16 maart 2020        | 442.220     |
| 9   | 23 maart 2020        | 387.426     |
| 10* | 30 maart 2020        | 355.260     |

*De tiende aflevering van het zevende seizoen was een speciale aflevering rond COVID-19, met dokters uit seizoen 6 en 7 die een gesprek voerden over dit onderwerp.

### Topdokters: Corona (2020)
| Nr. | Datum van uitzending | Kijkcijfers |
| --- | -------------------- | ----------- |
| 1   | 30 maart 2020        | 353.365     |
| 2   | 6 april 2020         | 375.656     |
| 3   | 13 april 2020        | 299.033     |
| 4   | 19 april 2020        | 193.928     |
| 5   | 26 april 2020        | 225.011     |
| 6   | 4 mei 2020           | 222.272     |

### Seizoen 8 (2021)
| Nr. | Datum van uitzending | Kijkcijfers |
| --- | -------------------- | ----------- |
| 1   | 5 april 2021         | 440.423     |
| 2   | 12 april 2021        | 412.455     |
| 3   | 19 april 2021        | 449.828     |
| 4   | 26 april 2021        | 391.003     |
| 5   | 3 mei 2021           | 404.580     |
| 6   | 10 mei 2021          | 415.760     |
| 7   | 17 mei 2021          | 458.514     |
| 8   | 24 mei 2021          | 481.556     |

### Seizoen 9 (2022)
| Nr. | Datum van uitzending | Kijkcijfers |
| --- | -------------------- | ----------- |
| 1   | 8 maart 2022         | 437.971     |
| 2   | 15 maart 2022        | 401.080     |
| 3   | 22 maart 2022        | 450.311     |
| 4   | 29 maart 2022        | 501.739     |
| 5   | 5 april 2022         | 390.933     |
| 6   | 12 april 2022        | 378.723     |
| 7   | 19 april 2022        | 430.630     |
| 8   | 26 april 2022        | 416.074     |
| 9   | 3 mei 2022           | 296.782     |

## Erkenning
In 2014 was het programma genomineerd voor De HA! van Humo. Twee jaar later, bij het gala van de Vlaamse Televisie Sterren 2016 was het programma genomineerd in de categorie Beste Reportage, Documentaire en Informatie.

## Nederlandse versie

### Seizoen 1 (2019)
| Naam                    | Specialisme                     | Werkplaats                       |
| ----------------------- | ------------------------------- | -------------------------------- |
| Prof. Wilco Peul        | neurochirurg                    | LUMC                             |
| Dr. Sonja Scholten      | brandwondenarts                 | Martini Ziekenhuis               |
| Dr. Francois van Dielen | bariatrisch-colorectaal chirurg | Maxima Medisch Centrum           |
| Prof. Mark Hazekamp     | cardiothoracaal chirurg         | LUMC                             |
| Dr. Erika van den Akker | kinderarts-endocrinoloog        | Erasmus MC                       |
| Prof. Stefaan Bergé     | MKA-chirurg                     | Radboudumc                       |
| Dr. Patricia van Mierlo | klinisch geriater               | Rijnstate                        |
| Prof. Emile Rutgers     | oncologisch chirurg             | Antoni van Leeuwenhoekziekenhuis |

| Nr. | Datum van uitzending | Kijkcijfers |
| --- | -------------------- | ----------- |
| 1   | 27 februari 2019     | 892.000     |
| 2   | 6 maart 2019         | 984.000     |
| 3   | 13 maart 2019        | 863.000     |
| 4   | 20 maart 2019        | 824.000     |
| 5   | 27 maart 2019        | 1.007.000   |
| 6   | 3 april 2019         | 832.000     |
| 7   | 10 april 2019        | 652.000     |
| 8   | 17 april 2019        | 727.000     |

### Seizoen 2 (2020)
| Naam                   | Specialisme                                 | Werkplaats               |
| ---------------------- | ------------------------------------------- | ------------------------ |
| Dr. Anke Smits         | maag-darmchirurg                            | Sint Antonius Ziekenhuis |
| Dr. Dannis van Vuurden | kinderoncoloog                              | Prinses Máxima Centrum   |
| Dr. Ilse van Nes       | revalidatiearts dwarslaesie                 | Sint Maartenskliniek     |
| Prof. Yasin Temel      | neurochirurg                                | Maastricht UMC+          |
| Prof. Irene Mathijssen | plastisch chirurg craniofaciale afwijkingen | Erasmus MC               |
| Dr. Dorottya de Vries  | transplantatiechirurg                       | LUMC                     |
| Dr. Bas Wijnhoven      | gastro-intestinaal en oncologisch chirurg   | Erasmus MC               |
| Dr. Monique Haak       | perinatoloog en foetaal chirurg             | LUMC                     |

| Nr. | Datum van uitzending | Kijkcijfers |
| --- | -------------------- | ----------- |
| 1   | 10 maart 2020        | 815.000     |
| 2   | 17 maart 2020        | 674.000     |
| 3   | 24 maart 2020        | 793.000     |
| 4   | 31 maart 2020        | 805.000     |
| 5   | 7 april 2020         | 775.000     |
| 6   | 14 april 2020        | 866.000     |
| 7   | 21 april 2020        | 842.000     |
| 8   | 28 april 2020        | 908.000     |